# プール (2002年の映画)
『プール』（英語: swimfan）は、2002年にアメリカで公開されたジョン・ポルソン監督のサスペンス映画。

## ストーリー
ニューヨーク郊外の高校に通うベンは、仲のいい友人も理想的な恋人エイミーもいて、水泳部ではオリンピック出場を期待される、華やかな人生を送っていた。
そんなある日、彼は転校生のマディソンに「ロッカーが開かない」と言われ彼女のヘアピンを使い、問題児時代から得意としていたピッキングを披露する。
これがきっかけで2人の仲は急接近し、ベンはマディソンの誘いに乗り、プールで情事を行ってしまう。ベンにとっては1度きりのつもりだった一方、マディソンはベンに好かれようとして行動を始める。マディソンの行動はエスカレートしていき、ベンにドーピングの疑惑をかけたうえ、マディソンはエイミーを手錠で車いすにつないでプールに沈めようとする。
マディソンは駆けつけたベンとぶつかった拍子にプールに落ち、泳げないがためにおぼれてしまう。
ベンはピッキングでマディソンの手錠をはずしてやるのであった。

## キャスト
- ベン：ジェシー・ブラッドフォード（川島得愛)
- マディソン：エリカ・クリステンセン（魏涼子）
- エイミー：シリ・アップルビー（柚木涼香)
- ジョシュ：クレイン・クロフォード
- カーラ：ケイト・バートン

## 公開
20世紀フォックスによって配給されたが、イギリスでのみアイコン・プロダクションズによって配給された。

## 評価
Rotten Tomatoesでは、91人の批評家のうち14％がこの映画に肯定的な評価を与えた。 平均格付けは3.9 / 10。 サイトによる要約は、「危険な情事からアイデアを盗んだだけの、予測可能で平凡なスリラー」となっている。